# Llista de topònims de Castelló d'Empúries
Llista de topònims (noms propis de lloc) del municipi de Castelló d'Empúries, a l'Alt Empordà
Informació actualitzada per un bot. Els canvis manuals es perdran quan s'actualitzi!

## cabana
| imatge | Nom                        | Ubicat a            | instància de | Detalls       | coordenades                                                         | Protecció | Commons (més fotos) | Dades a WD                    |
| ------ | -------------------------- | ------------------- | ------------ | ------------- | ------------------------------------------------------------------- | --------- | ------------------- | ----------------------------- |
|        | caseta d'en Pericos        | Castelló d'Empúries | cabana       |               | 42° 16′ 23″ N, 3° 07′ 15″ E / 42.2729468374012°N,3.1209151773266°E  |           |                     | Modifica les dades a Wikidata |
|        | caseta de l'Hortensi       | Castelló d'Empúries | cabana       |               | 42° 16′ 19″ N, 3° 07′ 12″ E / 42.2719029570397°N,3.12011283419321°E |           |                     | Modifica les dades a Wikidata |
|        | casetes de la Torre Mornau | Castelló d'Empúries | cabana       | Estat: ruïnós | 42° 16′ 42″ N, 3° 06′ 11″ E / 42.2781968700556°N,3.10308538124277°E |           |                     | Modifica les dades a Wikidata |
|        | cobert d'en Vilar          | Castelló d'Empúries | cabana       |               | 42° 16′ 17″ N, 3° 07′ 05″ E / 42.2714277677956°N,3.11805044529585°E |           |                     | Modifica les dades a Wikidata |
|        | corral d'en Narcís Caixes  | Castelló d'Empúries | cabana       |               | 42° 15′ 45″ N, 3° 04′ 40″ E / 42.2624830028747°N,3.07765857718169°E |           |                     | Modifica les dades a Wikidata |
|        | corral d'en Pere Colls     | Castelló d'Empúries | cabana       |               | 42° 15′ 46″ N, 3° 04′ 36″ E / 42.2626457274173°N,3.0767494235668°E  |           |                     | Modifica les dades a Wikidata |

## casa
| imatge | Nom                    | Ubicat a            | instància de | Detalls                                                         | coordenades                                                                           | Protecció                                            | Commons (més fotos)                     | Dades a WD                    |
| ------ | ---------------------- | ------------------- | ------------ | --------------------------------------------------------------- | ------------------------------------------------------------------------------------- | ---------------------------------------------------- | --------------------------------------- | ----------------------------- |
|        | Can Calet              | Castelló d'Empúries | casa         | Estil: arquitectura popular                                     | 42° 15′ 32″ N, 3° 04′ 29″ E / 42.2588°N,3.0746°E                                      | bé integrant del patrimoni cultural català           | Can Calet                               | Modifica les dades a Wikidata |
|        | Can Reitg              | Castelló d'Empúries | casa         | Estil: arquitectura popular                                     | 42° 15′ 36″ N, 3° 04′ 34″ E / 42.2601°N,3.07609°E 19 msnm                             | bé integrant del patrimoni cultural català           | Can Reitg                               | Modifica les dades a Wikidata |
|        | Casa Bassas            | Castelló d'Empúries | casa         | Estil: arquitectura gòtica gòtic tardà 15th century             | 42° 15′ 34″ N, 3° 04′ 28″ E / 42.2594°N,3.07439°E ca:Pl. del Vi, 1 16 msnm            | bé integrant del patrimoni cultural català           | Casa Bassas                             | Modifica les dades a Wikidata |
|        | Casa Bosch Aimerich    | Castelló d'Empúries | casa         | Estil: arquitectura popular                                     | 42° 15′ 26″ N, 3° 04′ 26″ E / 42.2572°N,3.07377°E 18 msnm                             | bé integrant del patrimoni cultural català           | Casa Bosch Aimerich                     | Modifica les dades a Wikidata |
|        | Casa Cassanyes         | Castelló d'Empúries | casa         | Estil: arquitectura popular                                     | 42° 15′ 31″ N, 3° 04′ 34″ E / 42.2585°N,3.0761°E                                      | bé integrant del patrimoni cultural català           | Casa Cassanyes                          | Modifica les dades a Wikidata |
|        | Casa Climent           | Castelló d'Empúries | casa         | Estil: arquitectura neoclàssica arquitectura popular            | 42° 15′ 37″ N, 3° 04′ 33″ E / 42.2603°N,3.07589°E 18 msnm                             | bé integrant del patrimoni cultural català           | Casa Climent (Castelló d'Empúries)      | Modifica les dades a Wikidata |
|        | Casa Contreras         | Castelló d'Empúries | casa         | Estil: historicisme arquitectònic arquitectura popular          | 42° 15′ 37″ N, 3° 04′ 31″ E / 42.2604°N,3.07535°E ca:Plaça Ruiz Amado, 6              | bé integrant del patrimoni cultural català           | Casa Contreras                          | Modifica les dades a Wikidata |
|        | Casa Garrigoles        | Castelló d'Empúries | casa         | Estil: arquitectura popular                                     | 42° 15′ 28″ N, 3° 04′ 33″ E / 42.2579°N,3.07591°E 17 msnm                             | bé integrant del patrimoni cultural català           | Casa Garrigoles                         | Modifica les dades a Wikidata |
|        | Casa Joan de la Coloma | Castelló d'Empúries | casa         | Estil: gòtic tardà arquitectura popular                         | 42° 15′ 33″ N, 3° 04′ 34″ E / 42.2593°N,3.07601°E ca:Carrer Carbonar 15 msnm          | bé integrant del patrimoni cultural català           | Casa Joan de la Coloma                  | Modifica les dades a Wikidata |
|        | Casa Mayor             | Castelló d'Empúries | casa         | Estil: arquitectura popular                                     | 42° 15′ 32″ N, 3° 04′ 31″ E / 42.2588°N,3.07531°E ca:Carrer Font Calvera, 2 13 msnm   | bé integrant del patrimoni cultural català           | Casa Mayor (Castelló d'Empúries)        | Modifica les dades a Wikidata |
|        | Casa Melino            | Castelló d'Empúries | casa         | Estil: arquitectura popular                                     | 42° 15′ 34″ N, 3° 04′ 33″ E / 42.259307°N,3.075703°E                                  | bé integrant del patrimoni cultural català           | Casa Melino                             | Modifica les dades a Wikidata |
|        | Casa Nouvilas          | Castelló d'Empúries | casa         | Estil: arquitectura eclèctica arquitectura popular 18th century | 42° 15′ 36″ N, 3° 04′ 29″ E / 42.2599°N,3.07463°E ca:C. Comalac, 2 15 msnm            | bé integrant del patrimoni cultural català           | Casa Nouvilas                           | Modifica les dades a Wikidata |
|        | Casa Pastell           | Castelló d'Empúries | casa         | Estil: gòtic tardà arquitectura popular                         | 42° 15′ 33″ N, 3° 04′ 30″ E / 42.2591°N,3.07491°E 14 msnm                             | bé integrant del patrimoni cultural català           | Casa Pastell                            | Modifica les dades a Wikidata |
|        | Casa Pelai Negre       | Castelló d'Empúries | casa         | Estil: arquitectura popular 19th century                        | 42° 15′ 33″ N, 3° 04′ 31″ E / 42.2591°N,3.07525°E ca:C. de la Font Calvera 12 msnm    | bé integrant del patrimoni cultural català           | Casa Pelai Negre                        | Modifica les dades a Wikidata |
|        | Casa Sanllehí          | Castelló d'Empúries | casa         | Estil: arquitectura modernista                                  | 42° 15′ 31″ N, 3° 04′ 35″ E / 42.2585°N,3.07641°E ca:Carrer de Sant Francesc, 2       | bé integrant del patrimoni cultural català           | Casa Sanllehí                           | Modifica les dades a Wikidata |
|        | Casa Vehí              | Castelló d'Empúries | casa         | Estil: arquitectura popular                                     | 42° 15′ 28″ N, 3° 04′ 31″ E / 42.2579°N,3.07527°E ca:Carrer de les Peixateries Velles | bé integrant del patrimoni cultural català           | Casa Vehí                               | Modifica les dades a Wikidata |
|        | Casa de la Moneda      | Castelló d'Empúries | casa         | Estil: gòtic tardà arquitectura barroca                         | 42° 15′ 30″ N, 3° 04′ 31″ E / 42.2582°N,3.07526°E ca:Plaça de la Moneda, 8-10 15 msnm | bé integrant del patrimoni cultural català           | Casa de la Moneda (Castelló d'Empúries) | Modifica les dades a Wikidata |
|        | Casa l'Ametlla         | Castelló d'Empúries | casa         | Estil: arquitectura neoclàssica arquitectura popular            | 42° 15′ 36″ N, 3° 04′ 33″ E / 42.26°N,3.07578°E                                       | bé integrant del patrimoni cultural català           | Casa l'Ametlla                          | Modifica les dades a Wikidata |
|        | Palau Macelli          | Castelló d'Empúries | casa         | Estil: arquitectura popular                                     | 42° 15′ 33″ N, 3° 04′ 35″ E / 42.2592°N,3.07628°E ca:Carrer del Carbonar 14 msnm      | bé integrant del patrimoni cultural català           | Palau Macelli                           | Modifica les dades a Wikidata |
|        | la Casa Gran           | Castelló d'Empúries | casa         | Estil: arquitectura gòtica                                      | 42° 15′ 39″ N, 3° 04′ 32″ E / 42.2608°N,3.0756°E ca:Carrer del Portal Nou, 6          | bé d'interès cultural bé cultural d'interès nacional | La Casa Gran (Castelló d'Empúries)      | Modifica les dades a Wikidata |

## curs d'aigua
| imatge | Nom     | Ubicat a            | instància de | Detalls                                               | coordenades | Protecció | Commons (més fotos) | Dades a WD                    |
| ------ | ------- | ------------------- | ------------ | ----------------------------------------------------- | --- | --------- | ------------------- | ----------------------------- |
|        | Muga    | Comarques gironines | curs d'aigua | Desemboca: mar Mediterrània Llarg: 70km Conca: 961km² | 42° 21′ 23″ N, 2° 34′ 01″ E / 42.356279°N,2.567071°E 42° 14′ 07″ N, 3° 07′ 31″ E / 42.235380930036°N,3.1252241134644°E |           | Muga                | Modifica les dades a Wikidata |
|        | Mugueta | Castelló d'Empúries | curs d'aigua | Desemboca: golf de Roses                              | 42° 15′ 30″ N, 3° 05′ 04″ E / 42.25844388888889°N,3.0845830555555556°E                                                 |           |                     | Modifica les dades a Wikidata |

## edifici
| imatge | Nom                                                            | Ubicat a            | instància de             | Detalls                                  | coordenades                                                                                  | Protecció                                  | Commons (més fotos)                          | Dades a WD                    |
| ------ | -------------------------------------------------------------- | ------------------- | ------------------------ | ---------------------------------------- | -------------------------------------------------------------------------------------------- | ------------------------------------------ | -------------------------------------------- | ----------------------------- |
|        | Asil Duran                                                     | Castelló d'Empúries | edifici                  | Estil: arquitectura eclèctica            | 42° 15′ 38″ N, 3° 04′ 05″ E / 42.2606°N,3.0681°E                                             | bé cultural d'interès local                | Asil Duran (Castelló)                        | Modifica les dades a Wikidata |
|        | Casa Torrecabota                                               | Castelló d'Empúries | edifici església         |                                          | 42° 15′ 26″ N, 3° 04′ 28″ E / 42.2572°N,3.07452°E                                            | bé integrant del patrimoni cultural català | Santa Magdalena de Castelló d'Empúries       | Modifica les dades a Wikidata |
|        | Club Nàutic Empuriabrava                                       | Castelló d'Empúries | edifici                  |                                          | 42° 14′ 55″ N, 3° 07′ 46″ E / 42.248642°N,3.129434°E                                         | bé cultural d'interès local                |                                              | Modifica les dades a Wikidata |
|        | Conjunt edificis d'estil modernista a la platja d'Empuriabrava | Castelló d'Empúries | edifici                  |                                          | 42° 14′ 35″ N, 3° 07′ 42″ E / 42.243064°N,3.128291°E                                         | bé cultural d'interès local                |                                              | Modifica les dades a Wikidata |
|        | Convent de Santa Clara                                         | Castelló d'Empúries | edifici convent          | Estil: arquitectura barroca              | 42° 15′ 32″ N, 3° 04′ 34″ E / 42.2589°N,3.07624°E ca:Carrer Carbonar, 2                      | bé integrant del patrimoni cultural català | Convent de Santa Clara (Castelló d'Empúries) | Modifica les dades a Wikidata |
|        | Convent de la Mercè                                            | Castelló d'Empúries | edifici hospital militar | Estil: arquitectura popular 18th century | 42° 15′ 40″ N, 3° 04′ 30″ E / 42.261095°N,3.075107°E ca:C. Portal de la Mercè, 2 15 msnm     | bé integrant del patrimoni cultural català | Convent de la Mercè (Castelló d'Empúries)    | Modifica les dades a Wikidata |
|        | Llotja                                                         | Castelló d'Empúries | edifici                  | Estil: arquitectura gòtica               | 42° 15′ 35″ N, 3° 04′ 33″ E / 42.2598°N,3.0757°E                                             | bé integrant del patrimoni cultural català | Llotja de Castelló d'Empúries                | Modifica les dades a Wikidata |
|        | Llotja de Mar                                                  | Castelló d'Empúries | edifici llotja           | Estil: arquitectura gòtica               | 42° 15′ 32″ N, 3° 04′ 29″ E / 42.258923°N,3.074699°E                                         | bé integrant del patrimoni cultural català | Llotja de Mar de Castelló d'Empúries         | Modifica les dades a Wikidata |
|        | Presó Vella de Castelló d'Empúries                             | Castelló d'Empúries | edifici                  | Estil: arquitectura gòtica               | 42° 15′ 29″ N, 3° 04′ 29″ E / 42.258°N,3.07475°E                                             | bé integrant del patrimoni cultural català | Presó Vella de Castelló d'Empúries           | Modifica les dades a Wikidata |
|        | Rec del Molí                                                   | Castelló d'Empúries | edifici                  | Estil: arquitectura popular              | 42° 15′ 33″ N, 3° 04′ 37″ E / 42.259144°N,3.076957°E ca:A llevant del nucli històric 10 msnm | bé integrant del patrimoni cultural català | Rec del Molí (Castelló d'Empúries)           | Modifica les dades a Wikidata |
|        | Segona Sinagoga                                                | Castelló d'Empúries | edifici                  | Estil: arquitectura popular              | 42° 15′ 28″ N, 3° 04′ 32″ E / 42.2577°N,3.07547°E ca:Carrer de les Peixateries Velles, 12    | bé integrant del patrimoni cultural català | Segona Sinagoga (Castelló d'Empúries)        | Modifica les dades a Wikidata |

## entitat singular de població
| imatge | Nom                 | Ubicat a            | instància de                                                                   | Detalls       | coordenades                                                                    | Protecció | Commons (més fotos) | Dades a WD                    |
| ------ | ------------------- | ------------------- | ------------------------------------------------------------------------------ | ------------- | ------------------------------------------------------------------------------ | --------- | ------------------- | ----------------------------- |
|        | Castelló d'Empúries | Castelló d'Empúries | entitat singular de població ens local històric de Catalunya capital municipal | 4366 hab      | 42° 15′ 30″ N, 3° 04′ 29″ E / 42.25821944444444°N,3.0746694444444445°E 17 msnm |           |                     | Modifica les dades a Wikidata |
|        | Empuriabrava        | Castelló d'Empúries | entitat singular de població                                                   | 1975 7766 hab | 42° 15′ 00″ N, 3° 07′ 00″ E / 42.25°N,3.1166666666667°E 1 msnm                 |           | Empuriabrava        | Modifica les dades a Wikidata |

## església
| imatge | Nom                                | Ubicat a            | instància de            | Detalls                                  | coordenades                                                 | Protecció                                            | Commons (més fotos)                            | Dades a WD                    |
| ------ | ---------------------------------- | ------------------- | ----------------------- | ---------------------------------------- | ----------------------------------------------------------- | ---------------------------------------------------- | ---------------------------------------------- | ----------------------------- |
|        | Sant Antoni de Castelló d'Empúries | Castelló d'Empúries | església                | Estil: arquitectura popular 18th century | 42° 14′ 10″ N, 3° 05′ 36″ E / 42.235977°N,3.093393°E 4 msnm | bé cultural d'interès local                          | Sant Antoni de Castelló d'Empúries             | Modifica les dades a Wikidata |
|        | Santa Maria de Castelló d'Empúries | Castelló d'Empúries | església basílica menor | Estil: arquitectura gòtica               | 42° 15′ 34″ N, 3° 04′ 33″ E / 42.25950556°N,3.07588611°E    | bé d'interès cultural bé cultural d'interès nacional | Basílica de Santa Maria de Castelló d'Empúries | Modifica les dades a Wikidata |

## granja
| imatge | Nom               | Ubicat a            | instància de | Detalls | coordenades                                                         | Protecció | Commons (més fotos) | Dades a WD                    |
| ------ | ----------------- | ------------------- | ------------ | ------- | ------------------------------------------------------------------- | --------- | ------------------- | ----------------------------- |
|        | Granja Canyet     | Castelló d'Empúries | granja       |         | 42° 15′ 31″ N, 3° 05′ 27″ E / 42.2586816730848°N,3.09085689553029°E |           |                     | Modifica les dades a Wikidata |
|        | Granja d'en Pagès | Castelló d'Empúries | granja       |         | 42° 15′ 04″ N, 3° 05′ 06″ E / 42.2511570129708°N,3.08488182082708°E |           |                     | Modifica les dades a Wikidata |

## masia
| imatge | Nom                       | Ubicat a            | instància de | Detalls                        | coordenades                                                                                    | Protecció                                  | Commons (més fotos) | Dades a WD                    |
| ------ | ------------------------- | ------------------- | ------------ | ------------------------------ | ---------------------------------------------------------------------------------------------- | ------------------------------------------ | ------------------- | ----------------------------- |
|        | Ca l'Esclopeter           | Castelló d'Empúries | masia        |                                | 42° 14′ 10″ N, 3° 04′ 32″ E / 42.2362221211078°N,3.07554179220789°E                            |                                            |                     | Modifica les dades a Wikidata |
|        | Can Canet                 | Castelló d'Empúries | masia        |                                | 42° 15′ 35″ N, 3° 05′ 08″ E / 42.2596133009065°N,3.0856812296696°E                             |                                            |                     | Modifica les dades a Wikidata |
|        | Can Canyet                | Castelló d'Empúries | masia        |                                | 42° 14′ 55″ N, 3° 03′ 45″ E / 42.2484875821353°N,3.06239193353137°E                            |                                            |                     | Modifica les dades a Wikidata |
|        | Can Caselles              | Castelló d'Empúries | masia        |                                | 42° 14′ 58″ N, 3° 04′ 01″ E / 42.2494666885418°N,3.06696296284508°E                            |                                            |                     | Modifica les dades a Wikidata |
|        | Can Coll                  | Castelló d'Empúries | masia        |                                | 42° 14′ 47″ N, 3° 05′ 50″ E / 42.2465179561803°N,3.09726389886493°E                            |                                            |                     | Modifica les dades a Wikidata |
|        | Can Comes                 | Castelló d'Empúries | masia        |                                | 42° 14′ 13″ N, 3° 06′ 02″ E / 42.237013526745°N,3.10050952935567°E                             |                                            |                     | Modifica les dades a Wikidata |
|        | Can Fontcoberta           | Castelló d'Empúries | masia        |                                | 42° 15′ 33″ N, 3° 04′ 34″ E / 42.2591967704044°N,3.07609054231398°E                            |                                            |                     | Modifica les dades a Wikidata |
|        | Can Llebrer               | Castelló d'Empúries | masia        |                                | 42° 15′ 06″ N, 3° 06′ 08″ E / 42.2517463149286°N,3.10219371592216°E                            |                                            |                     | Modifica les dades a Wikidata |
|        | Can Niceto                | Castelló d'Empúries | masia        |                                | 42° 15′ 37″ N, 3° 07′ 47″ E / 42.260411263352°N,3.1298101340533°E                              |                                            |                     | Modifica les dades a Wikidata |
|        | Can Peret de la Gallinera | Castelló d'Empúries | masia        |                                | 42° 14′ 49″ N, 3° 05′ 19″ E / 42.246941253373°N,3.0885691169477°E                              |                                            |                     | Modifica les dades a Wikidata |
|        | Can Prim                  | Castelló d'Empúries | masia        |                                | 42° 15′ 48″ N, 3° 07′ 00″ E / 42.2632606076547°N,3.11658022903806°E                            |                                            |                     | Modifica les dades a Wikidata |
|        | Can Reixac                | Castelló d'Empúries | masia        |                                | 42° 14′ 47″ N, 3° 04′ 44″ E / 42.2464419793729°N,3.07892379060337°E                            |                                            |                     | Modifica les dades a Wikidata |
|        | Can Savalls               | Castelló d'Empúries | masia        | Estil: arquitectura popular    | 42° 15′ 00″ N, 3° 04′ 40″ E / 42.25°N,3.07783°E                                                | bé integrant del patrimoni cultural català |                     | Modifica les dades a Wikidata |
|        | Can Savarrés              | Castelló d'Empúries | masia        | Estil: arquitectura popular    | 42° 15′ 09″ N, 3° 04′ 22″ E / 42.2526°N,3.07272°E ca:Carrer de la Paborderia, 1 (Castelló Nou) | bé integrant del patrimoni cultural català |                     | Modifica les dades a Wikidata |
|        | Can Secundí               | Castelló d'Empúries | masia        |                                | 42° 15′ 01″ N, 3° 04′ 25″ E / 42.2503091680422°N,3.07366751238586°E                            |                                            |                     | Modifica les dades a Wikidata |
|        | Can Túries                | Castelló d'Empúries | masia        |                                | 42° 14′ 59″ N, 3° 05′ 49″ E / 42.2497333669615°N,3.09706276046279°E                            |                                            |                     | Modifica les dades a Wikidata |
|        | Can Viure                 | Castelló d'Empúries | masia        |                                | 42° 14′ 22″ N, 3° 06′ 43″ E / 42.2394706738515°N,3.11193072503861°E                            |                                            |                     | Modifica les dades a Wikidata |
|        | Casa Gussó                | Castelló d'Empúries | masia        |                                | 42° 13′ 13″ N, 3° 04′ 02″ E / 42.22039422369°N,3.06719880230656°E                              |                                            |                     | Modifica les dades a Wikidata |
|        | Casa de la Sal            | Castelló d'Empúries | masia        |                                | 42° 15′ 31″ N, 3° 06′ 56″ E / 42.2585964679691°N,3.11549260740014°E                            |                                            |                     | Modifica les dades a Wikidata |
|        | Cortal Brossa             | Castelló d'Empúries | masia        |                                | 42° 13′ 37″ N, 3° 05′ 23″ E / 42.2270435481923°N,3.08964819652765°E                            |                                            |                     | Modifica les dades a Wikidata |
|        | Cortal Casanyes           | Castelló d'Empúries | masia        |                                | 42° 14′ 10″ N, 3° 04′ 48″ E / 42.2362280695519°N,3.08005031006621°E                            |                                            |                     | Modifica les dades a Wikidata |
|        | Cortal Gussonet           | Castelló d'Empúries | masia        |                                | 42° 14′ 01″ N, 3° 04′ 36″ E / 42.2336095249652°N,3.07670211515258°E                            |                                            |                     | Modifica les dades a Wikidata |
|        | Cortal d'Avinyó           | Castelló d'Empúries | masia        | Estil: arquitectura modernista | 42° 14′ 02″ N, 3° 05′ 34″ E / 42.2338°N,3.09264°E ca:Parc Natural dels Aiguamolls de l'Empordà | bé integrant del patrimoni cultural català |                     | Modifica les dades a Wikidata |
|        | Cortal d'en Cua           | Castelló d'Empúries | masia        |                                | 42° 14′ 15″ N, 3° 04′ 37″ E / 42.2373649036281°N,3.07707025878702°E                            |                                            |                     | Modifica les dades a Wikidata |
|        | Cortal d'en Fages         | Castelló d'Empúries | masia        |                                | 42° 14′ 21″ N, 3° 05′ 14″ E / 42.2391138547138°N,3.08722911850754°E                            |                                            |                     | Modifica les dades a Wikidata |
|        | Cortal d'en Llobet        | Castelló d'Empúries | masia        |                                | 42° 14′ 12″ N, 3° 04′ 06″ E / 42.2365868879507°N,3.06834311272249°E                            |                                            |                     | Modifica les dades a Wikidata |
|        | Cortal d'en Ribes         | Castelló d'Empúries | masia        |                                | 42° 13′ 53″ N, 3° 05′ 49″ E / 42.2315228310315°N,3.09685307346258°E                            |                                            |                     | Modifica les dades a Wikidata |
|        | Cortal d'en Roure         | Castelló d'Empúries | masia        |                                | 42° 14′ 07″ N, 3° 05′ 01″ E / 42.23523684416°N,3.083705009952°E                                |                                            |                     | Modifica les dades a Wikidata |
|        | Cortal de Can Vera        | Castelló d'Empúries | masia        |                                | 42° 14′ 34″ N, 3° 04′ 33″ E / 42.2429135328871°N,3.07593764367062°E                            |                                            |                     | Modifica les dades a Wikidata |
|        | Cortal de l'Hospital      | Castelló d'Empúries | masia        |                                | 42° 14′ 17″ N, 3° 05′ 05″ E / 42.2381520003755°N,3.08480378971056°E                            |                                            |                     | Modifica les dades a Wikidata |
|        | Granja Caselles           | Castelló d'Empúries | masia        |                                | 42° 14′ 59″ N, 3° 03′ 47″ E / 42.24965994105°N,3.06311649108°E                                 |                                            |                     | Modifica les dades a Wikidata |
|        | Mas Banc                  | Castelló d'Empúries | masia        |                                | 42° 13′ 41″ N, 3° 06′ 06″ E / 42.2280871954728°N,3.10174353167501°E                            |                                            |                     | Modifica les dades a Wikidata |
|        | Mas Barceló               | Castelló d'Empúries | masia        |                                | 42° 15′ 09″ N, 3° 05′ 08″ E / 42.2524985137647°N,3.08546551234725°E                            |                                            |                     | Modifica les dades a Wikidata |
|        | Mas Bellesguard           | Castelló d'Empúries | masia        |                                | 42° 14′ 17″ N, 3° 05′ 40″ E / 42.2381804670294°N,3.09447560842932°E                            |                                            |                     | Modifica les dades a Wikidata |
|        | Mas Bordes                | Castelló d'Empúries | masia        |                                | 42° 16′ 06″ N, 3° 04′ 27″ E / 42.2684114605212°N,3.07411298950489°E 4 msnm                     |                                            |                     | Modifica les dades a Wikidata |
|        | Mas Brossa                | Castelló d'Empúries | masia        |                                | 42° 13′ 38″ N, 3° 05′ 29″ E / 42.2272583705668°N,3.09133289362486°E                            |                                            |                     | Modifica les dades a Wikidata |
|        | Mas Feliu                 | Castelló d'Empúries | masia        |                                | 42° 15′ 04″ N, 3° 04′ 44″ E / 42.2510532549454°N,3.07883255910936°E                            |                                            |                     | Modifica les dades a Wikidata |
|        | Mas Planes                | Castelló d'Empúries | masia        |                                | 42° 13′ 30″ N, 3° 04′ 57″ E / 42.2251035692064°N,3.08247187741734°E                            |                                            |                     | Modifica les dades a Wikidata |
|        | Mas d'en Bec              | Castelló d'Empúries | masia        |                                | 42° 16′ 13″ N, 3° 05′ 42″ E / 42.2702062287736°N,3.09510547383483°E                            |                                            |                     | Modifica les dades a Wikidata |
|        | Mas d'en Cua              | Castelló d'Empúries | masia        |                                | 42° 16′ 12″ N, 3° 04′ 22″ E / 42.2700243848013°N,3.07285376195189°E                            |                                            |                     | Modifica les dades a Wikidata |
|        | Mas d'en Guillo           | Castelló d'Empúries | masia        |                                | 42° 17′ 00″ N, 3° 05′ 37″ E / 42.2834105639638°N,3.09364562995881°E                            |                                            |                     | Modifica les dades a Wikidata |
|        | Mas d'en Sabater          | Castelló d'Empúries | masia        |                                | 42° 14′ 32″ N, 3° 04′ 14″ E / 42.2421874087814°N,3.07063998635416°E                            |                                            |                     | Modifica les dades a Wikidata |
|        | Mas de Santa Llúcia       | Castelló d'Empúries | masia        |                                | 42° 14′ 48″ N, 3° 04′ 33″ E / 42.2468043555336°N,3.07577260632365°E                            |                                            |                     | Modifica les dades a Wikidata |
|        | Mas de les Arrabassades   | Castelló d'Empúries | masia        |                                | 42° 13′ 38″ N, 3° 03′ 52″ E / 42.227143764715°N,3.0643058367036°E                              |                                            |                     | Modifica les dades a Wikidata |
|        | Mas de les Puputs         | Castelló d'Empúries | masia        |                                | 42° 15′ 13″ N, 3° 05′ 15″ E / 42.2535956491078°N,3.08762488347383°E                            |                                            |                     | Modifica les dades a Wikidata |
|        | Mas del Matar             | Castelló d'Empúries | masia        |                                | 42° 12′ 47″ N, 3° 05′ 47″ E / 42.2129342869698°N,3.09626736940588°E                            |                                            |                     | Modifica les dades a Wikidata |
|        | Mas del Tec               | Castelló d'Empúries | masia        |                                | 42° 15′ 53″ N, 3° 07′ 09″ E / 42.2646268882293°N,3.11917751520103°E                            |                                            |                     | Modifica les dades a Wikidata |
|        | Mas la Gallinera          | Castelló d'Empúries | masia        |                                | 42° 13′ 58″ N, 3° 04′ 29″ E / 42.2326831649581°N,3.07474983863847°E                            |                                            |                     | Modifica les dades a Wikidata |
|        | el Cortalet               | Castelló d'Empúries | masia        |                                | 42° 13′ 28″ N, 3° 05′ 36″ E / 42.224421908966°N,3.09338454582°E                                |                                            |                     | Modifica les dades a Wikidata |
|        | el Masnou                 | Castelló d'Empúries | masia        |                                | 42° 16′ 00″ N, 3° 06′ 04″ E / 42.2665715511347°N,3.10113849067261°E                            |                                            |                     | Modifica les dades a Wikidata |
|        | el Molí de Cabanes        | Castelló d'Empúries | masia        |                                | 42° 15′ 41″ N, 3° 04′ 59″ E / 42.2615065481815°N,3.08305277805593°E                            |                                            |                     | Modifica les dades a Wikidata |
|        | la Mare de la Font        | Castelló d'Empúries | masia        |                                | 42° 15′ 20″ N, 3° 03′ 25″ E / 42.25557222°N,3.05708056°E 7.1 msnm                              |                                            |                     | Modifica les dades a Wikidata |

## nucli de població
| imatge | Nom          | Ubicat a            | instància de      | Detalls | coordenades                                                         | Protecció | Commons (més fotos) | Dades a WD                    |
| ------ | ------------ | ------------------- | ----------------- | ------- | ------------------------------------------------------------------- | --------- | ------------------- | ----------------------------- |
|        | Castelló Nou | Castelló d'Empúries | nucli de població |         | 42° 15′ 09″ N, 3° 04′ 17″ E / 42.2524541830769°N,3.07125757948061°E |           |                     | Modifica les dades a Wikidata |
|        | Puigmal      | Castelló d'Empúries | nucli de població |         | 42° 15′ 32″ N, 3° 05′ 55″ E / 42.2590264554516°N,3.09867738133246°E |           |                     | Modifica les dades a Wikidata |
|        | el Masnou    | Castelló d'Empúries | nucli de població |         | 42° 15′ 57″ N, 3° 06′ 09″ E / 42.265706°N,3.102589°E 3 msnm         |           |                     | Modifica les dades a Wikidata |

## platja
| imatge | Nom                          | Ubicat a            | instància de          | Detalls                  | coordenades                                                            | Protecció | Commons (més fotos)   | Dades a WD                    |
| ------ | ---------------------------- | ------------------- | --------------------- | ------------------------ | ---------------------------------------------------------------------- | --------- | --------------------- | ----------------------------- |
|        | Platja Petita d'Empuriabrava | Castelló d'Empúries | platja                |                          | 42° 14′ 51″ N, 3° 08′ 05″ E / 42.24738678663139°N,3.1345984961137847°E |           |                       | Modifica les dades a Wikidata |
|        | platja d'Empuriabrava        | Castelló d'Empúries | platja                |                          | 42° 14′ 31″ N, 3° 07′ 47″ E / 42.24202°N,3.12973°E                     |           | Platja d'Empuriabrava | Modifica les dades a Wikidata |
|        | platja de Can Comes          | Castelló d'Empúries | platja platja nudista | Llarg: 3750m Ample: 125m | 42° 12′ 38″ N, 3° 06′ 45″ E / 42.21059°N,3.11261°E                     |           | Platja de Can Comes   | Modifica les dades a Wikidata |
|        | platja de la Rovina          | Castelló d'Empúries | platja                |                          | 42° 15′ 17″ N, 3° 08′ 35″ E / 42.25476°N,3.14295°E                     |           |                       | Modifica les dades a Wikidata |

## pont
| imatge | Nom                      | Ubicat a            | instància de            | Detalls                                                                              | coordenades | Protecció                                  | Commons (més fotos)             | Dades a WD                    |
| ------ | ------------------------ | ------------------- | ----------------------- | ------------------------------------------------------------------------------------ | --- | ------------------------------------------ | ------------------------------- | ----------------------------- |
|        | Pas de la Mugueta        | Castelló d'Empúries | pont                    |                                                                                      | 42° 16′ 20″ N, 3° 06′ 51″ E / 42.2722512745248°N,3.11415935938983°E                                            |                                            |                                 | Modifica les dades a Wikidata |
|        | Pont Nou                 | Castelló d'Empúries | pont                    | Travessa: Muga                                                                       | 42° 15′ 17″ N, 3° 04′ 22″ E / 42.2547948363928°N,3.07281198481799°E                                            |                                            |                                 | Modifica les dades a Wikidata |
|        | Pont Vell de Castelló    | Castelló d'Empúries | pont                    | Estil: arquitectura popular 12nd century Travessa: Muga Estat: enderrocat o destruït | 42° 15′ 09″ N, 3° 04′ 34″ E / 42.252417°N,3.076106°E ca:Les restes són sota l'actual pont del Pas de Sant Pere | bé integrant del patrimoni cultural català |                                 | Modifica les dades a Wikidata |
|        | Pont de Baix dels Salins | Castelló d'Empúries | pont                    |                                                                                      | 42° 15′ 58″ N, 3° 06′ 38″ E / 42.2660315117617°N,3.11053478035688°E                                            |                                            |                                 | Modifica les dades a Wikidata |
|        | Pont de Sant Francesc    | Castelló d'Empúries | pont                    |                                                                                      | 42° 15′ 35″ N, 3° 04′ 59″ E / 42.2596783062194°N,3.08301400642743°E                                            |                                            |                                 | Modifica les dades a Wikidata |
|        | Pont de l'Àngel          | Castelló d'Empúries | pont                    |                                                                                      | 42° 15′ 56″ N, 3° 07′ 39″ E / 42.265680637977°N,3.12753382510887°E                                             |                                            |                                 | Modifica les dades a Wikidata |
|        | Pont de la Gola          | Castelló d'Empúries | pont                    |                                                                                      | 42° 16′ 12″ N, 3° 07′ 49″ E / 42.2700094408763°N,3.1303800629661°E                                             |                                            |                                 | Modifica les dades a Wikidata |
|        | Pont de la Mercè         | Castelló d'Empúries | pont                    |                                                                                      | 42° 15′ 42″ N, 3° 04′ 35″ E / 42.2615562466673°N,3.0763358692045°E                                             |                                            |                                 | Modifica les dades a Wikidata |
|        | Pont de les Aletes       | Castelló d'Empúries | pont                    |                                                                                      | 42° 15′ 54″ N, 3° 07′ 10″ E / 42.2650049986486°N,3.11932372927526°E                                            |                                            |                                 | Modifica les dades a Wikidata |
|        | Pont del Rec del Molí    | Castelló d'Empúries | pont                    |                                                                                      | 42° 13′ 44″ N, 3° 04′ 44″ E / 42.2288166965691°N,3.07887759485905°E                                            |                                            |                                 | Modifica les dades a Wikidata |
|        | Pont dels Salins         | Castelló d'Empúries | pont                    |                                                                                      | 42° 16′ 20″ N, 3° 06′ 07″ E / 42.2721548016526°N,3.10183862871319°E                                            |                                            |                                 | Modifica les dades a Wikidata |
|        | pont Vell                | Castelló d'Empúries | pont pont d'estil gòtic | Estil: arquitectura gòtica 16th century Travessa: Muga                               | 42° 15′ 27″ N, 3° 04′ 09″ E / 42.2574°N,3.06914°E ca:C. del Pont 11 msnm                                       | bé cultural d'interès local                | Pont Vell (Castelló d'Empúries) | Modifica les dades a Wikidata |

## torre de defensa
| imatge | Nom                             | Ubicat a            | instància de     | Detalls                     | coordenades                                                         | Protecció                                            | Commons (més fotos) | Dades a WD                    |
| ------ | ------------------------------- | ------------------- | ---------------- | --------------------------- | ------------------------------------------------------------------- | ---------------------------------------------------- | ------------------- | ----------------------------- |
|        | Torre Ribota                    | Castelló d'Empúries | torre de defensa | Estil: arquitectura popular |                                                                     | bé d'interès cultural bé cultural d'interès nacional |                     | Modifica les dades a Wikidata |
|        | Torre del Portal de la Gallarda | Castelló d'Empúries | torre de defensa |                             | 42° 15′ 38″ N, 3° 04′ 35″ E / 42.2606285869372°N,3.07635899891242°E |                                                      |                     | Modifica les dades a Wikidata |

## zona humida
| imatge | Nom                                         | Ubicat a                         | instància de      | Detalls             | coordenades                                                         | Protecció | Commons (més fotos)          | Dades a WD                    |
| ------ | ------------------------------------------- | -------------------------------- | ----------------- | ------------------- | ------------------------------------------------------------------- | --------- | ---------------------------- | ----------------------------- |
|        | Bassa de la Rubina                          | Castelló d'Empúries Roses        | zona humida       |                     | 42° 15′ 34″ N, 3° 08′ 41″ E / 42.2595°N,3.1448°E                    |           |                              | Modifica les dades a Wikidata |
|        | Basses de les Garrigues I                   | Castelló d'Empúries              | zona humida       |                     | 42° 16′ 59″ N, 3° 08′ 28″ E / 42.2831°N,3.141°E                     |           |                              | Modifica les dades a Wikidata |
|        | Basses de les Garrigues II                  | Castelló d'Empúries              | zona humida       |                     | 42° 16′ 51″ N, 3° 08′ 33″ E / 42.2807°N,3.1424°E                    |           |                              | Modifica les dades a Wikidata |
|        | Can Comes                                   | Castelló d'Empúries              | zona humida       |                     | 42° 13′ 44″ N, 3° 06′ 32″ E / 42.229°N,3.109°E                      |           |                              | Modifica les dades a Wikidata |
|        | Closa d'en Puig                             | Castelló d'Empúries              | zona humida closa |                     | 42° 12′ 51″ N, 3° 05′ 59″ E / 42.2141°N,3.0998°E                    |           |                              | Modifica les dades a Wikidata |
|        | Closes de Mornau i del Pernardell           | Pau Peralada Castelló d'Empúries | zona humida closa |                     | 42° 17′ 32″ N, 3° 05′ 52″ E / 42.2921°N,3.0978°E                    |           |                              | Modifica les dades a Wikidata |
|        | Closes de l'Albert, d'en Massot i de Mornau | Castelló d'Empúries              | zona humida closa |                     | 42° 16′ 51″ N, 3° 06′ 33″ E / 42.2809°N,3.1091°E                    |           |                              | Modifica les dades a Wikidata |
|        | Closes de la Gallinera                      | Castelló d'Empúries              | zona humida closa |                     | 42° 13′ 22″ N, 3° 04′ 44″ E / 42.2229°N,3.0789°E                    |           |                              | Modifica les dades a Wikidata |
|        | Closes i estany del Cortalet                | Castelló d'Empúries              | zona humida closa |                     | 42° 13′ 25″ N, 3° 05′ 44″ E / 42.223603°N,3.095614°E 1 msnm         |           | Closes i estany del Cortalet | Modifica les dades a Wikidata |
|        | El Poliol i peces del Tec                   | Castelló d'Empúries              | zona humida       | Superfície: 34.58ha | 42° 15′ 46″ N, 3° 07′ 10″ E / 42.2627°N,3.1194°E                    |           |                              | Modifica les dades a Wikidata |
|        | Estany d'Aiguaclara                         | Castelló d'Empúries              | zona humida       |                     | 42° 16′ 22″ N, 3° 07′ 22″ E / 42.2728°N,3.1229°E                    |           |                              | Modifica les dades a Wikidata |
|        | Estany d'en Túries                          | Castelló d'Empúries              | zona humida       |                     | 42° 14′ 10″ N, 3° 06′ 54″ E / 42.236°N,3.1149°E                     |           |                              | Modifica les dades a Wikidata |
|        | Estany de Palau de Baix                     | Castelló d'Empúries              | zona humida       |                     | 42° 16′ 37″ N, 3° 07′ 29″ E / 42.277°N,3.1247°E                     |           |                              | Modifica les dades a Wikidata |
|        | Estany del Tec                              | Castelló d'Empúries              | zona humida       |                     | 42° 15′ 54″ N, 3° 07′ 32″ E / 42.2649°N,3.1255°E                    |           |                              | Modifica les dades a Wikidata |
|        | Estanys del Matà                            | Castelló d'Empúries              | zona humida       |                     | 42° 12′ 28″ N, 3° 05′ 43″ E / 42.2079°N,3.0952°E                    |           | Estanys del Matar            | Modifica les dades a Wikidata |
|        | L'Espartinar                                | Castelló d'Empúries              | zona humida       |                     | 42° 12′ 49″ N, 3° 06′ 44″ E / 42.2137°N,3.1123°E                    |           |                              | Modifica les dades a Wikidata |
|        | L'Estanyet i estany de Sant Joan Sescloses  | Castelló d'Empúries Peralada     | zona humida       |                     | 42° 16′ 31″ N, 3° 04′ 30″ E / 42.2754°N,3.0751°E                    |           |                              | Modifica les dades a Wikidata |
|        | La Fonda                                    | Castelló d'Empúries              | zona humida       |                     | 42° 12′ 53″ N, 3° 06′ 21″ E / 42.2146°N,3.1058°E                    |           |                              | Modifica les dades a Wikidata |
|        | La Massona i la Llarga                      | Castelló d'Empúries              | zona humida       |                     | 42° 12′ 28″ N, 3° 06′ 23″ E / 42.2079°N,3.1065°E                    |           |                              | Modifica les dades a Wikidata |
|        | La Rogera                                   | Castelló d'Empúries              | zona humida       |                     | 42° 13′ 18″ N, 3° 06′ 37″ E / 42.2218°N,3.1103°E                    |           |                              | Modifica les dades a Wikidata |
|        | La Serpa                                    | Castelló d'Empúries              | zona humida       |                     | 42° 13′ 04″ N, 3° 06′ 23″ E / 42.2179°N,3.1064°E                    |           |                              | Modifica les dades a Wikidata |
|        | Llacuna de la Muga Vella                    | Castelló d'Empúries              | zona humida       |                     | 42° 14′ 08″ N, 3° 07′ 15″ E / 42.2356°N,3.12083°E                   |           |                              | Modifica les dades a Wikidata |
|        | estany Europa                               | Castelló d'Empúries              | zona humida       |                     | 42° 14′ 33″ N, 3° 06′ 07″ E / 42.2425°N,3.1019°E                    |           |                              | Modifica les dades a Wikidata |
|        | estany d'en Turies                          | Castelló d'Empúries              | zona humida       |                     | 42° 14′ 08″ N, 3° 06′ 49″ E / 42.2355061479822°N,3.11371740717135°E |           |                              | Modifica les dades a Wikidata |

## Misc
| imatge | Nom                                           | Ubicat a | instància de                                                                  | Detalls                                                          | coordenades | Protecció                                            | Commons (més fotos)                   | Dades a WD                    |
| ------ | --------------------------------------------- | --- | ----------------------------------------------------------------------------- | ---------------------------------------------------------------- | --- | ---------------------------------------------------- | ------------------------------------- | ----------------------------- |
|        | Castello d'Empuries                           | Castelló d'Empúries                                                                                           | vèrtex geodèsic                                                               |                                                                  | 42° 15′ 35″ N, 3° 04′ 34″ E / 42.259666°N,3.076222°E 50.735 msnm                                                     |                                                      |                                       | Modifica les dades a Wikidata |
|        | Conjunt escultòric Tapiola                    | Castelló d'Empúries                                                                                           | monument                                                                      |                                                                  | 42° 14′ 43″ N, 3° 07′ 35″ E / 42.245165°N,3.126415°E                                                                 | bé cultural d'interès local                          |                                       | Modifica les dades a Wikidata |
|        | Convent de Santa Clara de Castelló d'Empúries | Castelló d'Empúries                                                                                           | convent                                                                       |                                                                  | |                                                      |                                       | Modifica les dades a Wikidata |
|        | Ecomuseu-Farinera de Castelló d'Empúries      | Castelló d'Empúries                                                                                           | museu edifici                                                                 | Estil: arquitectura popular 1997                                 | 42° 15′ 32″ N, 3° 04′ 37″ E / 42.25875°N,3.076925°E                                                                  | bé integrant del patrimoni cultural català           | Ecomuseu-Farinera Castelló d'Empúries | Modifica les dades a Wikidata |
|        | Estany de Castelló                            | Castelló d'Empúries                                                                                           | llac                                                                          |                                                                  | 42° 17′ 06″ N, 3° 07′ 25″ E / 42.285019°N,3.12355°E                                                                  |                                                      |                                       | Modifica les dades a Wikidata |
|        | Fort Fuseller                                 | Castelló d'Empúries                                                                                           | fortificació                                                                  | Estil: arquitectura popular                                      | 42° 15′ 19″ N, 3° 04′ 20″ E / 42.2554°N,3.07233°E                                                                    | bé d'interès cultural bé cultural d'interès nacional | Fort Fuseller de Castelló d'Empúries  | Modifica les dades a Wikidata |
|        | Muralles de Castelló d'Empúries               | Castelló d'Empúries                                                                                           | muralla urbana                                                                | Estil: arquitectura popular                                      | 42° 15′ 38″ N, 3° 04′ 35″ E / 42.2605°N,3.07636°E                                                                    | bé d'interès cultural bé cultural d'interès nacional | City walls of Castelló d'Empúries     | Modifica les dades a Wikidata |
|        | Nàutic Almatà                                 | Castelló d'Empúries                                                                                           | campament                                                                     |                                                                  | 42° 12′ 19″ N, 3° 06′ 22″ E / 42.20521788°N,3.10622161°E                                                             |                                                      |                                       | Modifica les dades a Wikidata |
|        | Palau dels Comtes d'Empúries                  | Castelló d'Empúries                                                                                           | convent secularitzat casa consistorial Ús: casa consistorial dominican friary | Estil: barroc                                                    | 42° 15′ 29″ N, 3° 04′ 26″ E / 42.2581°N,3.07394°E ca:Pl. del Joc de la Pilota                                        | bé d'interès cultural bé cultural d'interès nacional | Palau Comtal de Castelló d'Empúries   | Modifica les dades a Wikidata |
|        | Parc natural dels Aiguamolls de l'Empordà     | Castelló d'Empúries l'Armentera l'Escala Palau-saverdera Pau Peralada Roses Sant Pere Pescador Pedret i Marzà | àrea protegida                                                                | 1983-10-28 Superfície: 4749.84ha                                 | 42° 13′ 12″ N, 3° 06′ 26″ E / 42.219872222222°N,3.1072111111111°E 42° 11′ 36″ N, 3° 06′ 25″ E / 42.19333°N,3.10694°E | Espai Ramsar                                         | Aiguamolls de l'Empordà               | Modifica les dades a Wikidata |
|        | Rectoria de Castelló d'Empúries               | Castelló d'Empúries                                                                                           | rectoria                                                                      | Estil: arquitectura popular                                      | 42° 15′ 34″ N, 3° 04′ 33″ E / 42.259312°N,3.075836°E                                                                 | bé integrant del patrimoni cultural català           | Rectoria de Castelló d'Empúries       | Modifica les dades a Wikidata |
|        | Rentador públic                               | Alt Empordà Castelló d'Empúries                                                                               | safareig                                                                      |                                                                  | 42° 15′ 31″ N, 3° 04′ 45″ E / 42.2587°N,3.07927°E ca:Carrer Rentador / Carrer Marín                                  | bé cultural d'interès local                          | Rentador públic (Castelló d'Empúries) | Modifica les dades a Wikidata |
|        | Sant Domingo                                  | Castelló d'Empúries                                                                                           | monestir                                                                      |                                                                  | 42° 15′ 30″ N, 3° 04′ 27″ E / 42.2582073923133°N,3.07408891587763°E                                                  |                                                      |                                       | Modifica les dades a Wikidata |
|        | Zona industrial El Pla                        | Castelló d'Empúries                                                                                           | polígon industrial                                                            |                                                                  | 42° 14′ 45″ N, 3° 04′ 23″ E / 42.2457253169182°N,3.07312883454189°E                                                  |                                                      |                                       | Modifica les dades a Wikidata |
|        | aeròdrom d'Empuriabrava                       | Castelló d'Empúries                                                                                           | aeroport Ús: paracaigudisme esports aeris                                     | Superfície: 36.58ha                                              | 42° 15′ 36″ N, 3° 06′ 35″ E / 42.26°N,3.10972°E ca:Empuriabrava 5 15 msnm                                            |                                                      | Aeròdrom d'Empuriabrava               | Modifica les dades a Wikidata |
|        | creu de terme de Castelló d'Empúries          | Castelló d'Empúries                                                                                           | creu de terme                                                                 | Estil: arquitectura gòtica                                       | 42° 15′ 34″ N, 3° 04′ 32″ E / 42.2595°N,3.07567°E                                                                    | bé integrant del patrimoni cultural català           | Creu de terme (Castelló d'Empúries)   | Modifica les dades a Wikidata |
|        | golf de Roses                                 | Alt Empordà                                                                                                   | golf                                                                          |                                                                  | 42° 11′ 00″ N, 3° 11′ 00″ E / 42.183333°N,3.183333°E                                                                 |                                                      | Gulf of Roses                         | Modifica les dades a Wikidata |
|        | mar Mediterrània                              | | mar interior mar mediterrani conca hidrogràfica                               | Superfície: 2500000km² Profunditat: 5267 1541m Volum: 3839000km³ | 38° N, 17° E / 38°N,17°E 0 msnm                                                                                      |                                                      | Mediterranean Sea                     | Modifica les dades a Wikidata |
|        | zona dels estanys i la platja                 | Castelló d'Empúries                                                                                           | indret històric                                                               |                                                                  | | bé d'interès cultural                                |                                       | Modifica les dades a Wikidata |